# Любовь спасёт мир (пісня)
«Любовь спасёт мир» — пісня, випущена, як четвертий сингл української співачки Віри Брежнєвої, із її дебютного альбому «Любовь спасёт мир».

## Критика
Проект «МирМэджи» сказав, що пісня була «дуже літньою і вийшла як раз до жаркого сезону». Представник «Intermedia.ru» Олекій Мажаєв назвав спробу прибрати один склад зі слова "ориентир" невдалою.

## Відеокліп
Відеокліп на пісню «Любовь спасёт мир» був знятий у Таїланді та став четвертим для Віри Брежнєвої.
Прем'єра відбулася 19 травня 2010 на телеканалі RU.TV.

## Чарти
| Чарт                     | Найвища позиція |
| ------------------------ | --------------- |
| Російський Радіочарт     | 1               |
| Московський Радіочарт    | 1               |
| Пітерський Радіочарт     | 1               |
| Київський Радіочарт      | 1               |
| Російський Цифровий Чарт | 1               |